# Miloš Vacík
Miloš Vacík (21. června 1922 v Kožlanech u Plzně – 5. května 1999 v Praze) byl český básník, publicista a redaktor. 

## Život
Po maturitě v roce 1941 pracoval jako úředník. V roce 1944 byl pro svou odbojovou činnost (tisk ilegálních časopisů a letáků) zatčen a až do konce války vězněn v Praze, v Terezíně, Gollnowu a v Hamburku. Po válce vystudoval Filozofickou fakultu UK, obor bohemistika, filozofie a estetika. Poté pracoval jako nakladatelský a časopisecký redaktor. V letech 1958-1968 byl vedoucím kulturní rubriky Rudého práva, pak v roce 1969 přešel do časopisu Svět práce, odkud byl v roce 1970 z politických důvodů propuštěn. Až do svého odchodu do důchodu v roce 1979 se živil lektorováním rukopisů pro pražská nakladatelství a příležitostnými pracemi (hlídač, vrátný apod.). V letech 1990-1994 zastával funkci předsedy redakční rady časopisu Nové knihy, kde pracoval též jako redaktor.
Je otcem mj. Miloše Vacíka ml., který je známým hudebníkem a výtvarníkem, a Alexandry Pflimpflové, roz. Vacíkové, novinářky, nakladatelské redaktorky a překladatelky z francouzské literatury.

## Dílo
- Království, 1943 — sbírka básní
- Malá kalvárie, 1946 — sbírka básní
- Sonety z opuštěného nádraží, 1947 — sbírka básní
- Země jistotná, 1949 — sbírka básní
- Zahrada na dva zámky, 1983 — sbírka básní vydaná v exilovém nakladatelství
- Čtyři krahujci, 1991 — sbírka básní
- Křiky nářky ticha, 1995 — sbírka básní
- Ty jsi ten sad, 1998 - sbírka básní, výběr milostné poezie
- Rapsodie hraná na střepy starých hliněných džbánů, 1999 — sbírka básní